# Norra Savolax
Norra Savolax (finska Pohjois-Savo) är ett landskap i Östra Finland. Norra Savolax har sitt ursprung i det historiska landskapet Savolax.
Norra Savolax består av 19 kommuner (sedan den 1 januari 2021) med sammanlagt cirka 250 000 invånare (2003). Centralorten i Norra Savolax är staden Kuopio.

## Gränsändringar
1 januari 2002 tillfördes kommunen Kangaslampi från landskapet Södra Savolax.

## Kommuner
Det finns 19 kommuner i landskapet (2021). Städerna är markerade med fet stil.
- Idensalmi
- Jorois
- Kaavi
- Keitele
- Kiuruvesi
- Kuopio
- Lapinlahti
- Leppävirta
- Pielavesi
- Rautalampi
- Rautavaara
- Siilinjärvi
- Sonkajärvi
- Suonenjoki
- Tervo
- Tuusniemi
- Varkaus
- Vesanto
- Vieremä

Jorois kommun överfördes till Norra Savolax 2021, efter att tidigare ha hört till Södra Savolax.

## Välfärdsområde
Hela landskapet tillhör Norra Savolax välfärdsområde som ansvarar för social- och hälsovård samt räddningstjänst.

## Norra Savolax vapen

Landskapet Savolax' historiska vapen

Trots att Norra Savolax enbart utgör den norra delen av det historiska landskapet Savolax är dess vapen nästan identiskt med det historiska landskapsvapnet.